# Großer Preis von Marokko
Der Große Preis von Marokko wurde zwischen 1932 und 1958 siebenmal ausgetragen. Ein einziges Mal, im Jahre 1958 auf dem Circuit d’Ain-Diab nahe der Stadt Casablanca, gehörte der Grand Prix zur Formel-1-Weltmeisterschaft.

## Geschichte
Bereits von 1925 bis 1928 waren schon Große Preise von Marokko in Casablanca ausgetragen worden; die offizielle Bezeichnung dafür war Casablanca Grand Prix.
Von 1930 an (mit Ausnahme von 1933) wurden ähnliche Rennen auf der neuen Anfa-Renntrecke ausgetragen (die offizielle Bezeichnung lautete nun Anfa Grand Prix) und kosteten Bruno d’Harcourt in einem der Trainingsläufe das Leben. Alle Gewinner dieser Sportwagenrennen waren entweder Franzosen oder Monegassen.
Nachdem zwischen 1935 und 1953 keine Rennen gefahren wurden, kehrte der Grand Prix 1954 erneut als Sportwagenrennen in die Nähe der Stadt Agadir zurück. Diesmal gewann der Italiener Giuseppe Farina und brach dadurch erstmals die Dominanz der französischen Fahrer bei den Grand Prix von Marokko.
Bei Ain-Diab, in der Nähe von Casablanca, wurde eine neue Strecke für die Automobil-Weltmeisterschaft 1957 gebaut. Es fand ein Rennen statt, das jedoch nicht als WM-Lauf gewertet wurde.

## Formel 1
Im folgenden Jahr wurde am 19. Oktober ein offizielles WM-Rennen ausgetragen, das vom tödlichen Unfall des Vanwall-Piloten Stuart Lewis-Evans (Zweiter des 1957er-Rennens) überschattet wurde. Lewis-Evans starb in einem Londoner Krankenhaus, nachdem er auf der staubigen Strecke einen schweren Unfall erlitten hatte. Als Gesamtsieger des einzigen offiziellen Formel-1-Grand-Prix von Marokko ging der Brite Stirling Moss in die Motorsport-Annalen ein.

## Ergebnisse
| Auflage | Jahr          | Strecke                       | Klasse                        | Sieger                        | Zweiter                         | Dritter                        | Pole-Position                 | Schnellste Runde              |
| ------- | ------------- | ----------------------------- | ----------------------------- | ----------------------------- | ------------------------------- | ------------------------------ | ----------------------------- | ----------------------------- |
| 1       | 1932          | Anfa                          | TW                            | Marcel Lehoux (Bugatti)       | Philippe Étancelin (Alfa Romeo) | Stanisław Czaykowski (Bugatti) | Jean-Pierre Wimille (Bugatti) | Jean-Pierre Wimille (Bugatti) |
|         | 1933          | kein Großer Preis von Marokko | kein Großer Preis von Marokko | kein Großer Preis von Marokko | kein Großer Preis von Marokko   | kein Großer Preis von Marokko  | kein Großer Preis von Marokko | kein Großer Preis von Marokko |
| 2       | 1934          | Anfa                          | TW                            | Louis Chiron (Alfa Romeo)     | Philippe Étancelin (Bugatti)    | Marcel Lehoux (Alfa Romeo)     | Marcel Lehoux (Alfa Romeo)    | Louis Chiron (Alfa Romeo)     |
|         | 1935 bis 1953 | kein Großer Preis von Marokko | kein Großer Preis von Marokko | kein Großer Preis von Marokko | kein Großer Preis von Marokko   | kein Großer Preis von Marokko  | kein Großer Preis von Marokko | kein Großer Preis von Marokko |
|         |               |                               |                               |                               |                                 |                                |                               |                               |
| 3       | 1954          | Agadir                        | SW                            | Giuseppe Farina (Ferrari)     | unbekannt                       | unbekannt                      | unbekannt                     | unbekannt                     |
| 4       | 1955          | Agadir                        | SW                            | Mike Sparken (Ferrari)        | unbekannt                       | unbekannt                      | unbekannt                     | unbekannt                     |
| 5       | 1956          | Agadir                        | SW                            | Maurice Trintignant (Ferrari) | unbekannt                       | unbekannt                      | unbekannt                     | unbekannt                     |
|         |               |                               |                               |                               |                                 |                                |                               |                               |
| 6       | 1957          | Ain-Diab                      | F1                            | Jean Behra (Maserati)         | Stuart Lewis-Evans (Vanwall)    | Maurice Trintignant (B.R.M.)   | Tony Brooks (Vanwall)         | Juan Manuel Fangio (Maserati) |
| 7       | 1958          | Ain-Diab                      | F1                            | Stirling Moss (Vanwall)       | Mike Hawthorn (Ferrari)         | Phil Hill (Ferrari)            | Mike Hawthorn (Ferrari)       | Stirling Moss (Vanwall)       |

| Legende   | Legende                                                                                              | Legende                                                     |
| Abkürzung | Klasse                                                                                               | Kommentar                                                   |
| --------- | --- | ----------------------------------------------------------- |
| F1        | Formel 1                                                                                             | Formel-1-Weltmeisterschaft ab 1950                          |
| F2        | Formel 2                                                                                             |                                                             |
| FL        | Formula libre                                                                                        | Fahrzeugklasse in der Regel vom Veranstalter ausgeschrieben |
| SW        | Sportwagen                                                                                           |                                                             |
| TW        | Tourenwagen                                                                                          |                                                             |
| GP        | Grand-Prix-Fahrzeuge                                                                                 |                                                             |
|           | ↓ Durchgehende graue Linien zeigen an, wann in der Geschichte auf einem neuen Kurs gefahren wurde. ↓ |                                                             |
|           | |                                                             |
|           | Einträge mit hellrotem Hintergrund waren keine Läufe zur Automobil- bzw. Formel-1-Weltmeisterschaft. |                                                             |
|           | Einträge mit gelbem Hintergrund waren Läufe zur Europameisterschaft.                                 |                                                             |